# Desoutter Tools

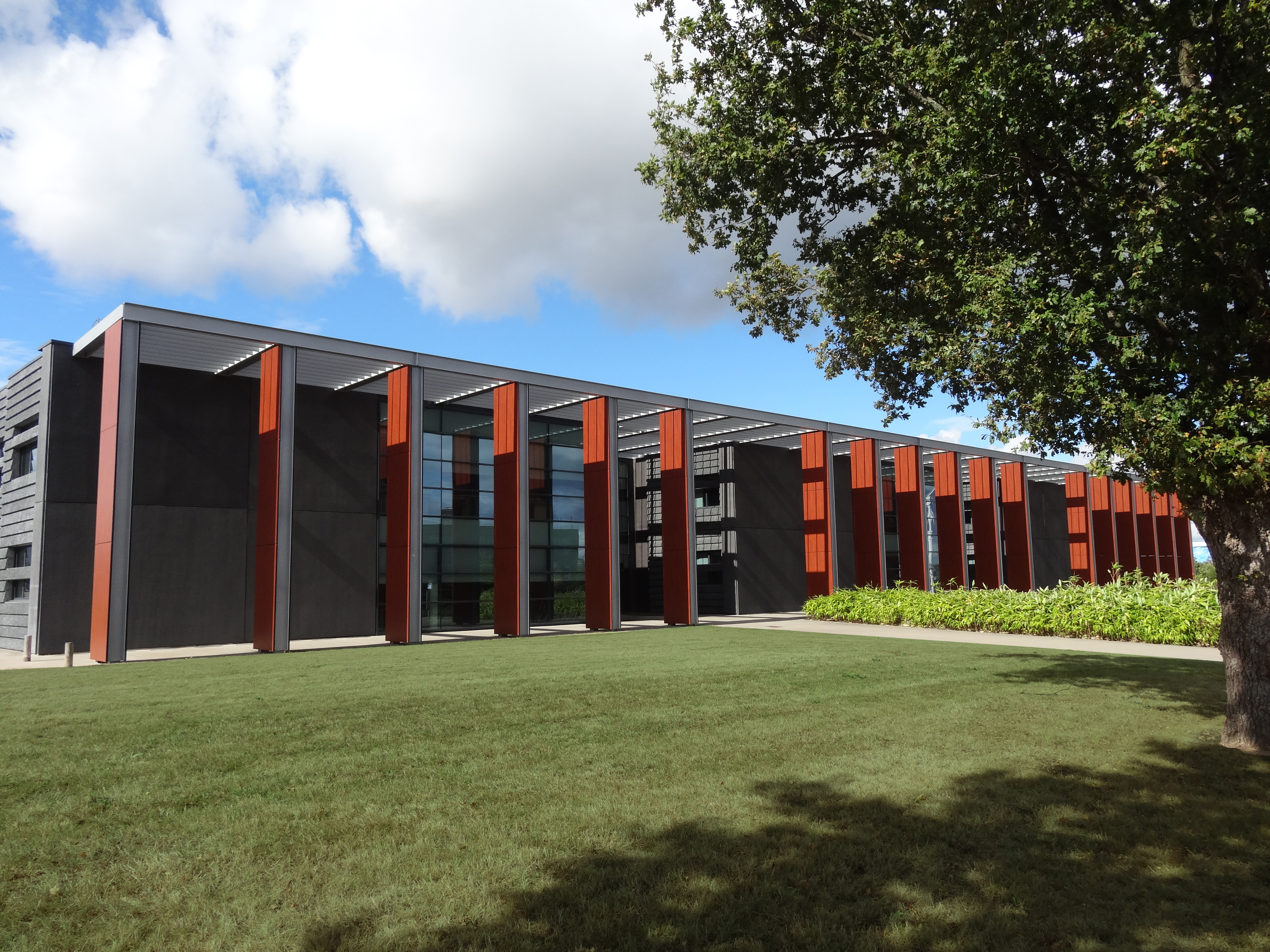
Hauptsitz von Desoutter Tools in Saint-Herblain, 2012

Desoutter Industrial Tools ist ein 1914 gegründeter Hersteller elektrischer und druckluftbetrieber Montagewerkzeuge mit Sitz in Saint-Herblain in Frankreich. Produkte und Dienstleistungen werden in mehr als 170 Ländern vertrieben. Desoutter Tools ist in Branchen wie Luft- und Raumfahrt, Automotive, Montage, Schwerlast- und Geländefahrzeuge sowie allgemeiner Industriebedarf tätig.
Zur Desoutter Tools Gruppe gehören seit 1989 Georges Renault und seit 2011 Seti-Tec. 2005 kamen außerdem das US-amerikanische Unternehmen Tech-Motive und 2004 das schwedische Unternehmen Scan Rotor hinzu.

## Geschichte
Das Unternehmen Desoutter wurde 1914 gegründet unter der Leitung des englischen Piloten Marcel Desoutter, dessen Unterschenkel nach einem Absturz  amputiert worden war. Von Anfang an setzte Desoutter auf die Entwicklung spezieller Druckluftwerkzeuge, um die Aluminiumbauteile der künstlichen Gliedmaßen korrekt anbohren zu können. Ab den 1950er Jahren konzentrierte sich das Unternehmen ausschließlich auf diesen Geschäftsbereich.

## Logo
Die Idee für das Logo geht auf Charles Cunliffe zurück, langjähriger Leiter der Werbeabteilung bei Desoutter nach dem Zweiten Weltkrieg. Das Unternehmen brachte in dieser Zeit eine Reihe neuer Produkte auf den Markt. Deren Markteinführung wurde durch eine neuartige Werbekampagne begleitet, die winzige Figuren in Arbeitsoveralls mit Pferdeköpfen zeigte.
Im Jahr 1973 wurde der Pferdekopf mit dem Desoutter-Schriftzug kombiniert, ein Faksimile der Unterschrift von Louis Albert Desoutter, einer der Unternehmensgründer.